# Engelhörner
Die Engelhörner sind eine etwa vier Kilometer lange Bergkette mit zahlreichen Gipfeln am Nordende der Berner Alpen.
In nordwestlicher Richtung liegt das Reichenbachtal, in südöstlicher Richtung das Urbachtal.
Die grössten Gipfel sind das Gstellihorn (2854,7 m ü. M.), das Grosse Engelhorn (2782 m ü. M.), das Urbachsengelhorn (2767 m ü. M.) sowie die Hohjegiburg (2639 m ü. M.).
Das Urbachsengelhorn fällt mit seiner 1900 Meter hohen Ostwand direkt auf den Talboden des Urbachtals ab – bei einer horizontalen Distanz von ca. 1250 Metern.
Die Engelhörner gehören zum helvetischen Mantel des Aarmassivs und bestehen zum größten Teil aus hellem Kreidekalk. Lediglich der Gipfel des Gstellihorns ist aus Innertkirchner Granit und damit Teil des Aarmassivs selbst. Die Kalkkletterei rund um die Kingwand wurde ab 1870  bei den Alpinisten beliebt. 
Seit 1951 sind die Engelhörner durch die an ihrem Nordwestfuss liegende Engelhornhütte des Akademischen Alpen-Clubs Bern (AACB) erschlossen. Sie kann von der Rosenlaui in 1 ½ Stunden erreicht werden.

## Bilder

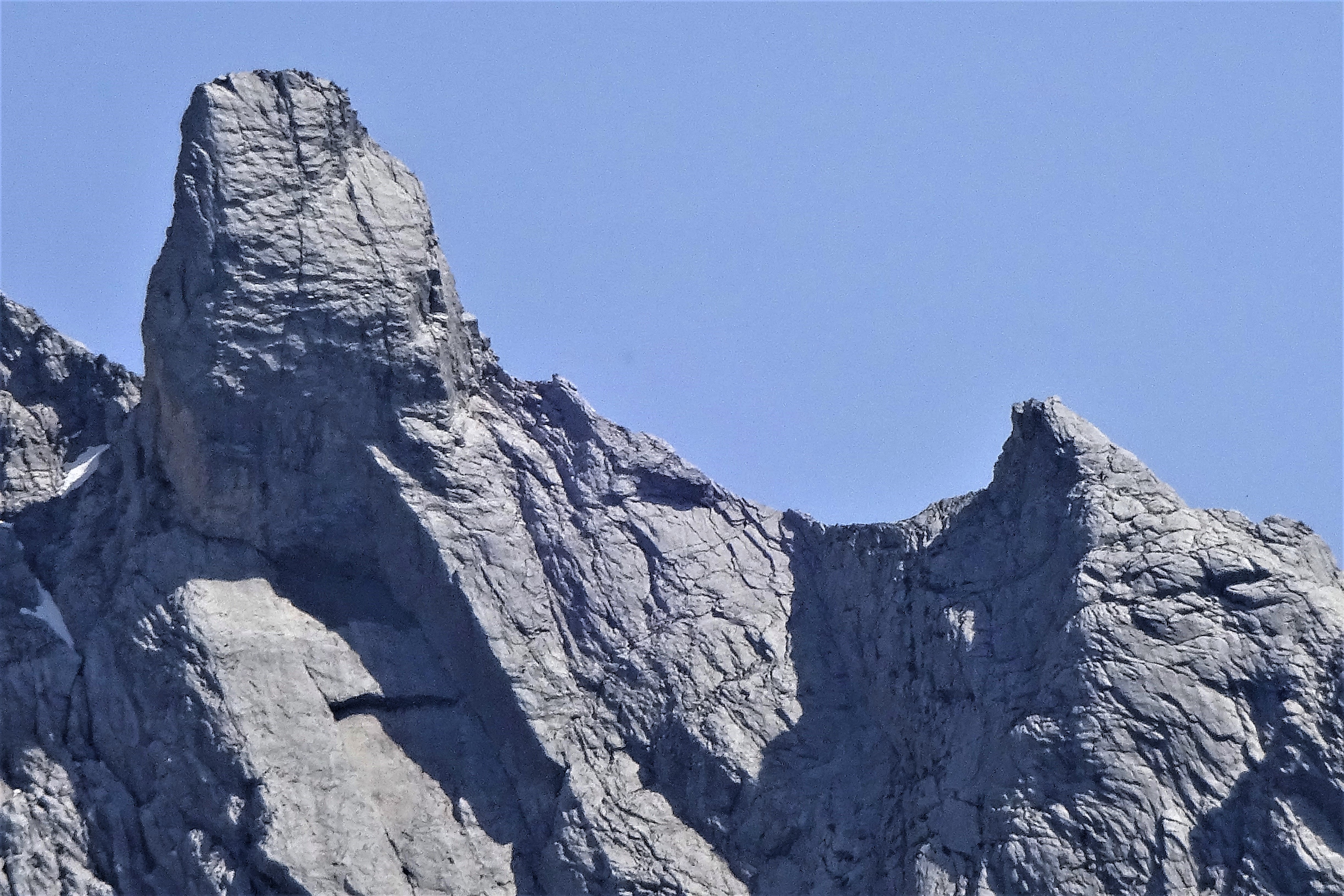
Engelhörner – Gross & Klein Simelistock von Norden : Nordwand (Tennflanke)
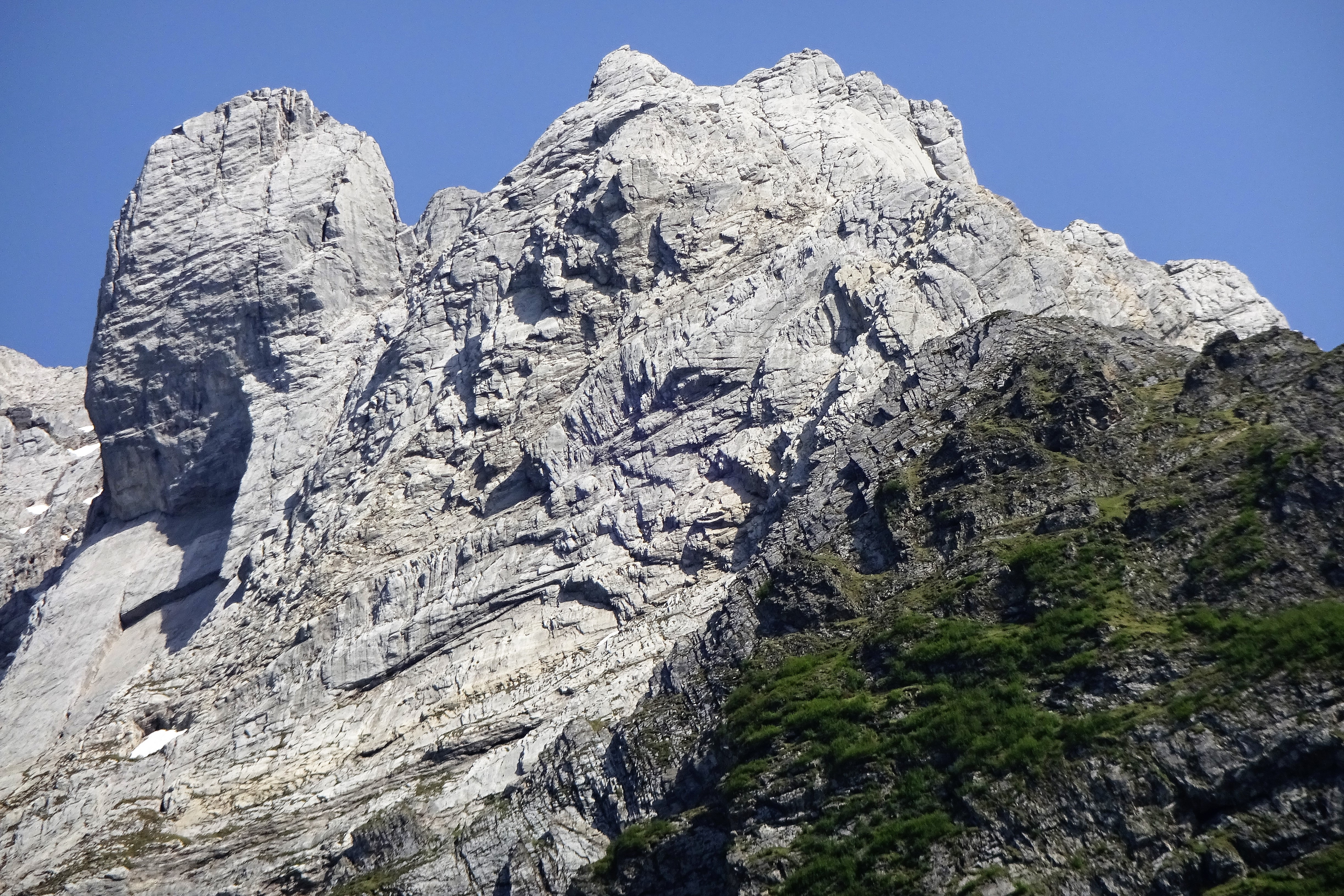
Engelhörner – Gross & Klein Simelistock von Nordwesten : Nordwand (Tennflanke)
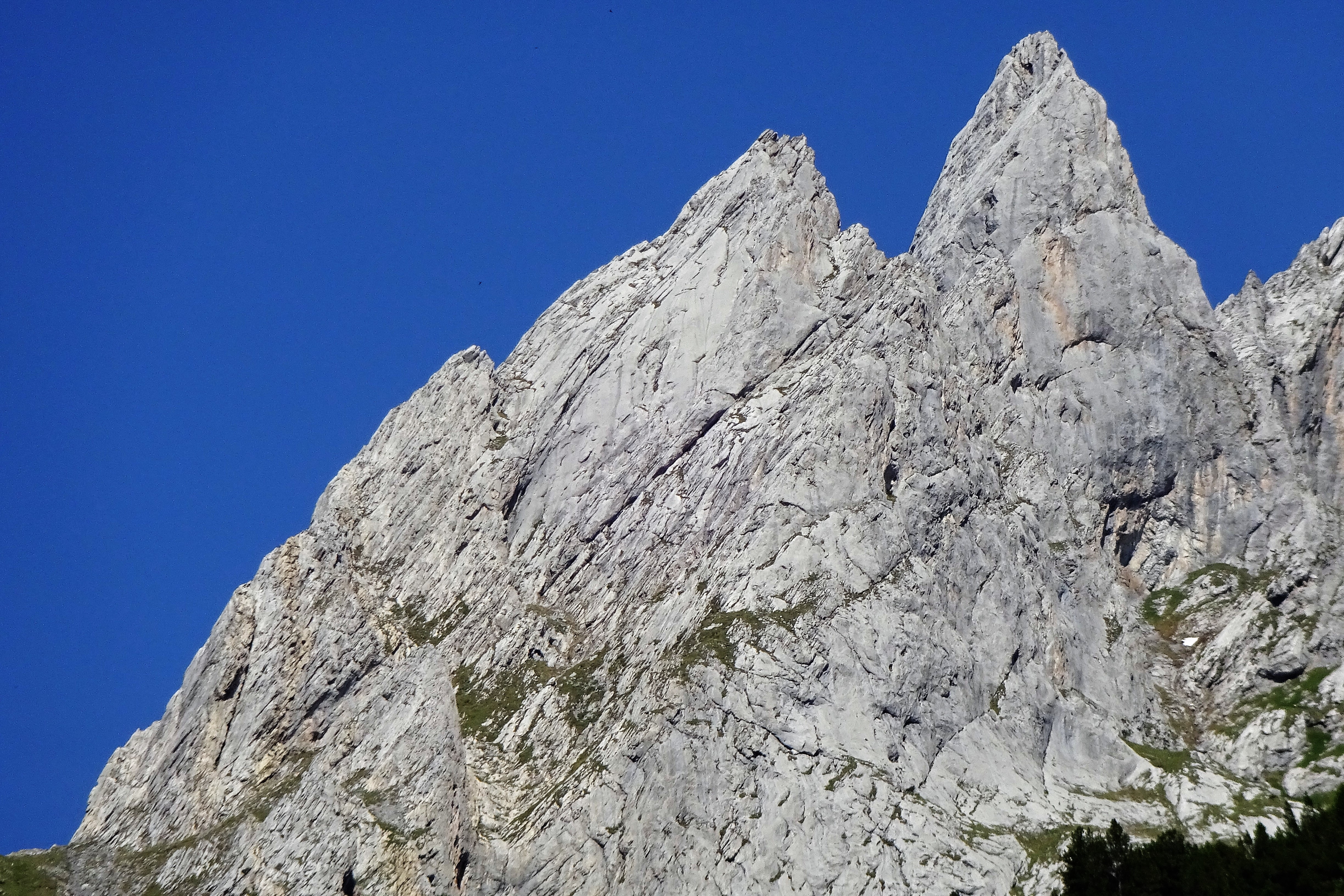
Engelhörner – Klein & Gross Simelistock von Westen : Westwand (Ochsentalflanke)
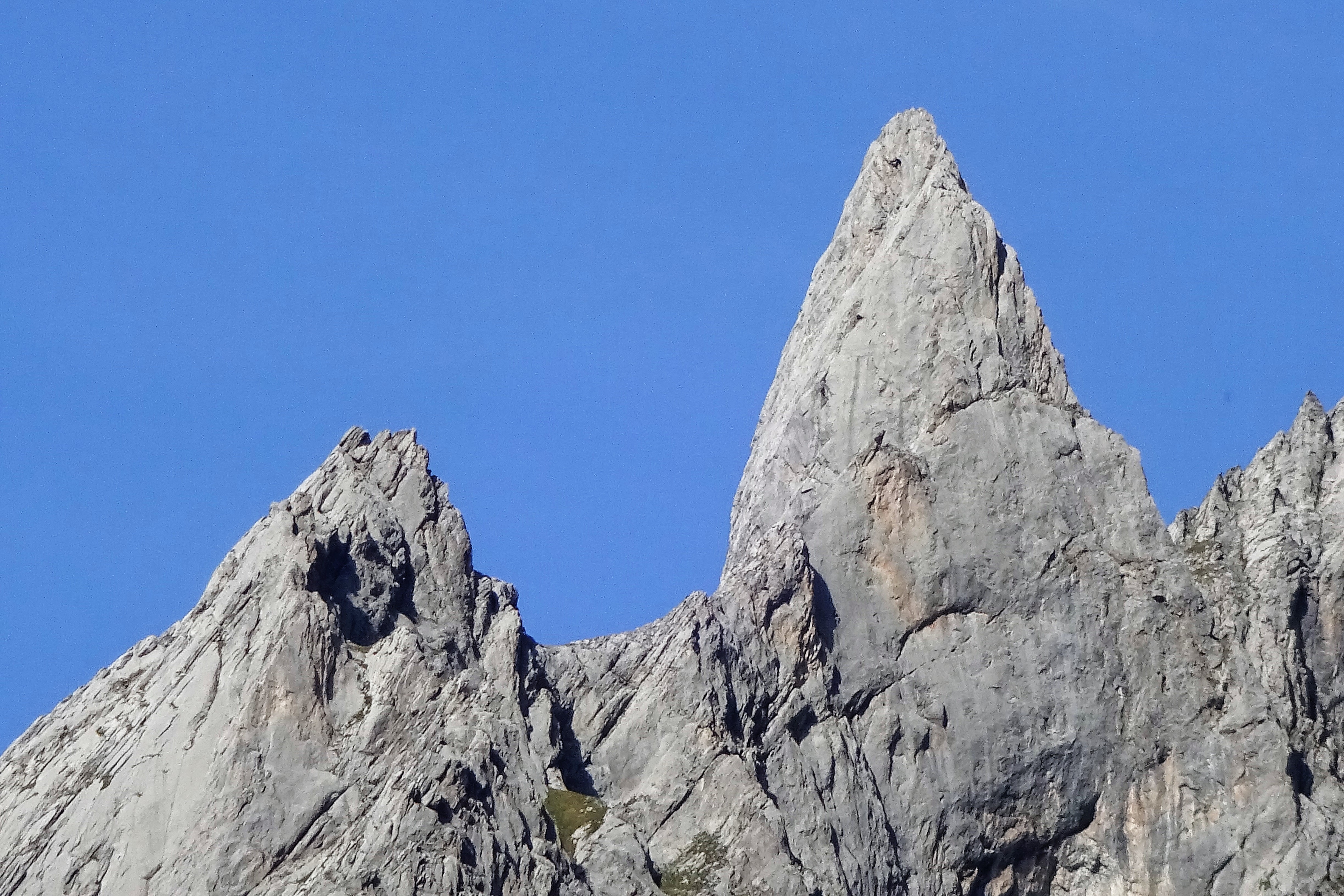
Engelhörner – Klein & Gross Simelistock von Westen : Westwand (Ochsentalflanke)
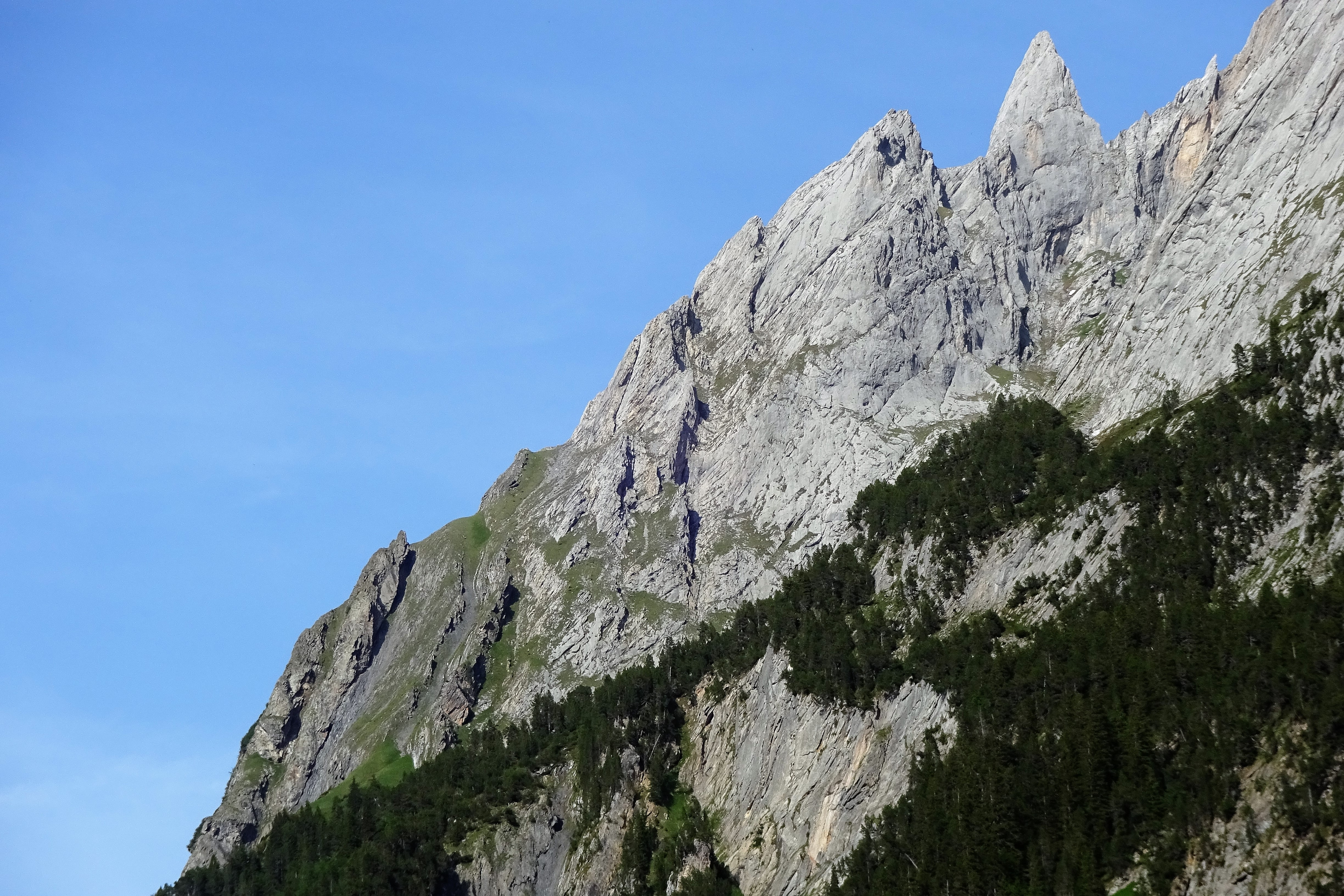
Engelhörner – Klein & Gross Simelistock von Westen : Westwand (Ochsentalflanke)
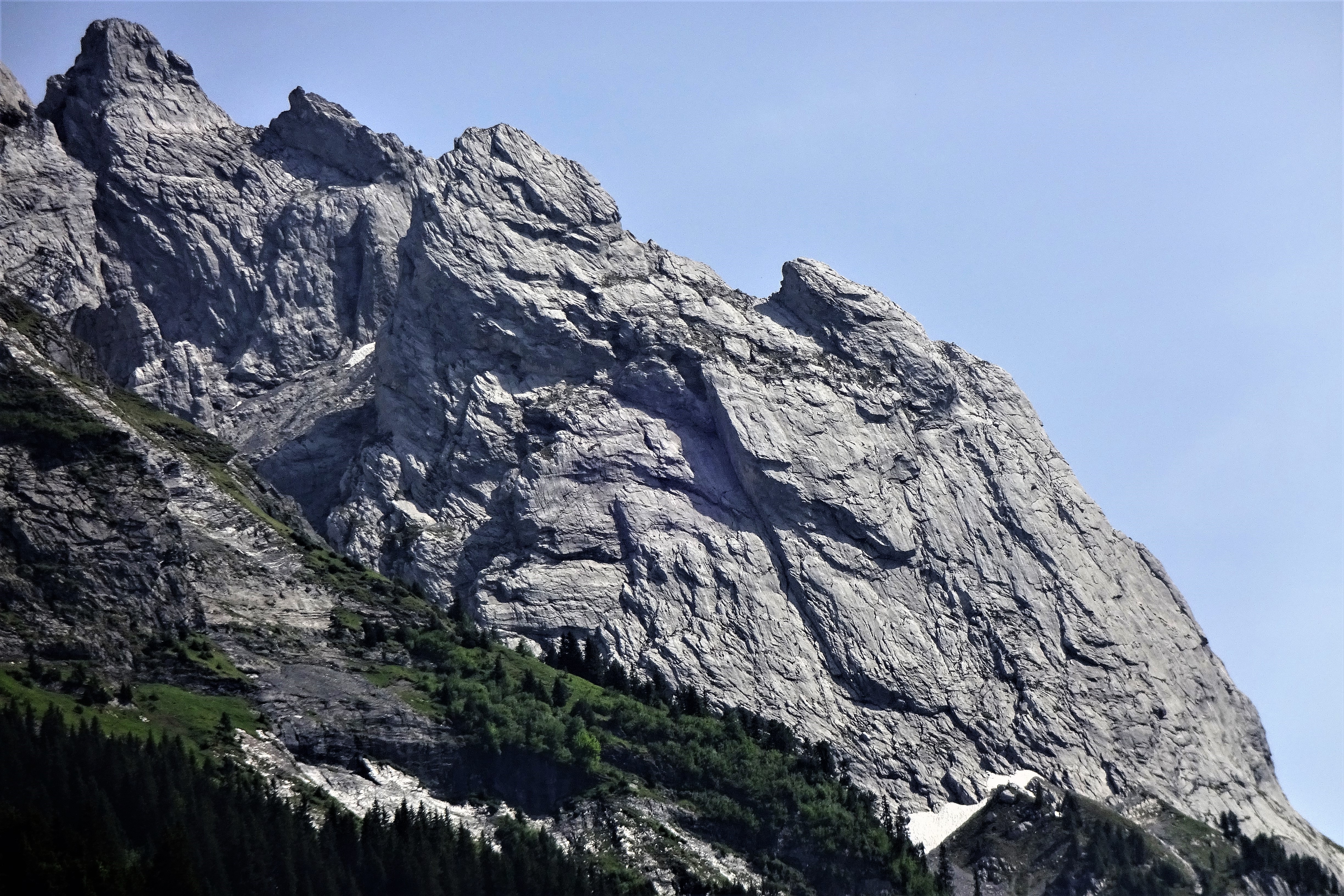
Engelhörner-Westgruppe – Sattelspitzen, Engelburg, Tannenspitze & Rosenlauistock von Norden : Ostwand (Ochsentalflanke)
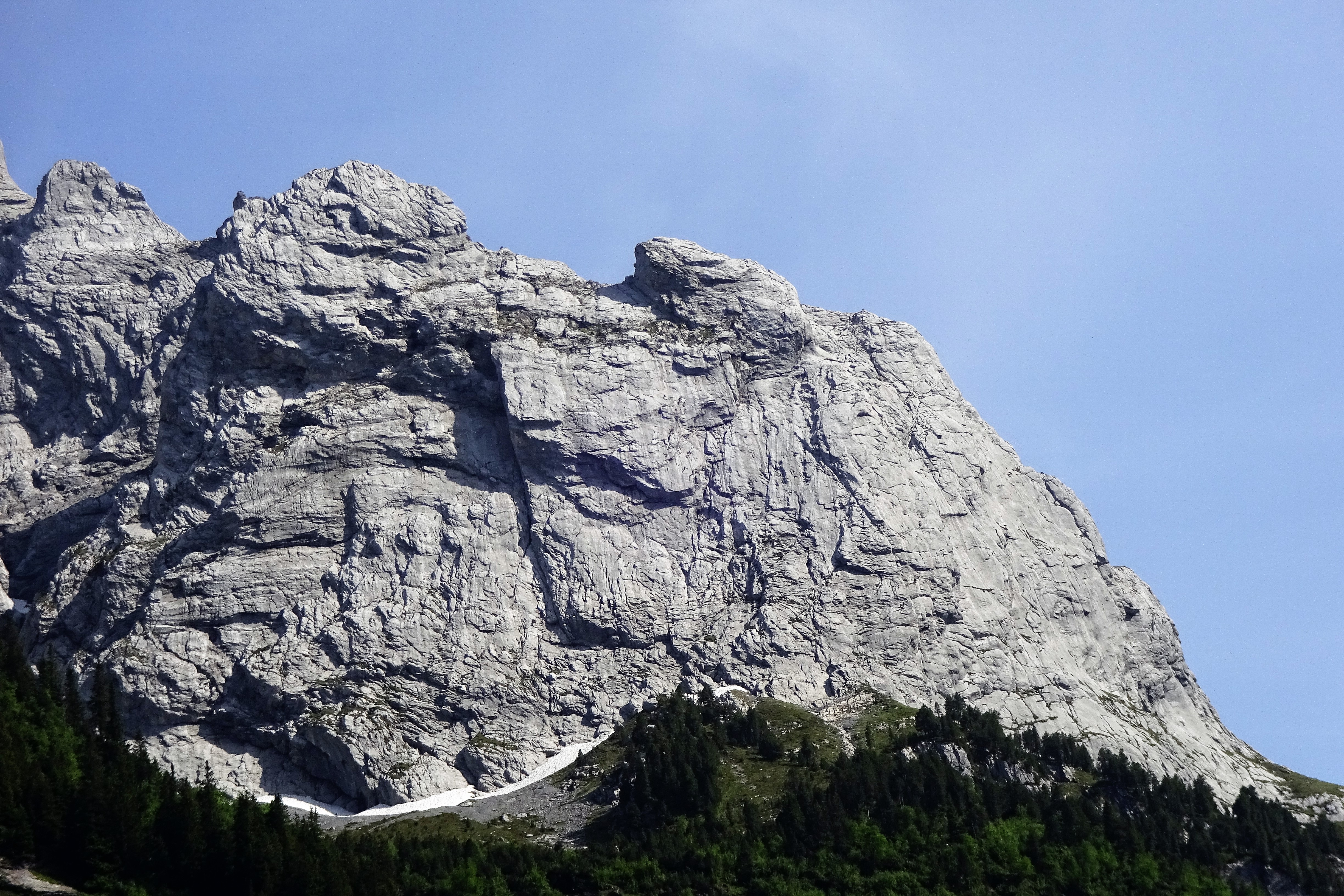
Engelhörner-Westgruppe – Sattelspitzen, Tannenspitze & Rosenlauistock von Nordnordwesten : Nordwand (Rosenlauiflanke)
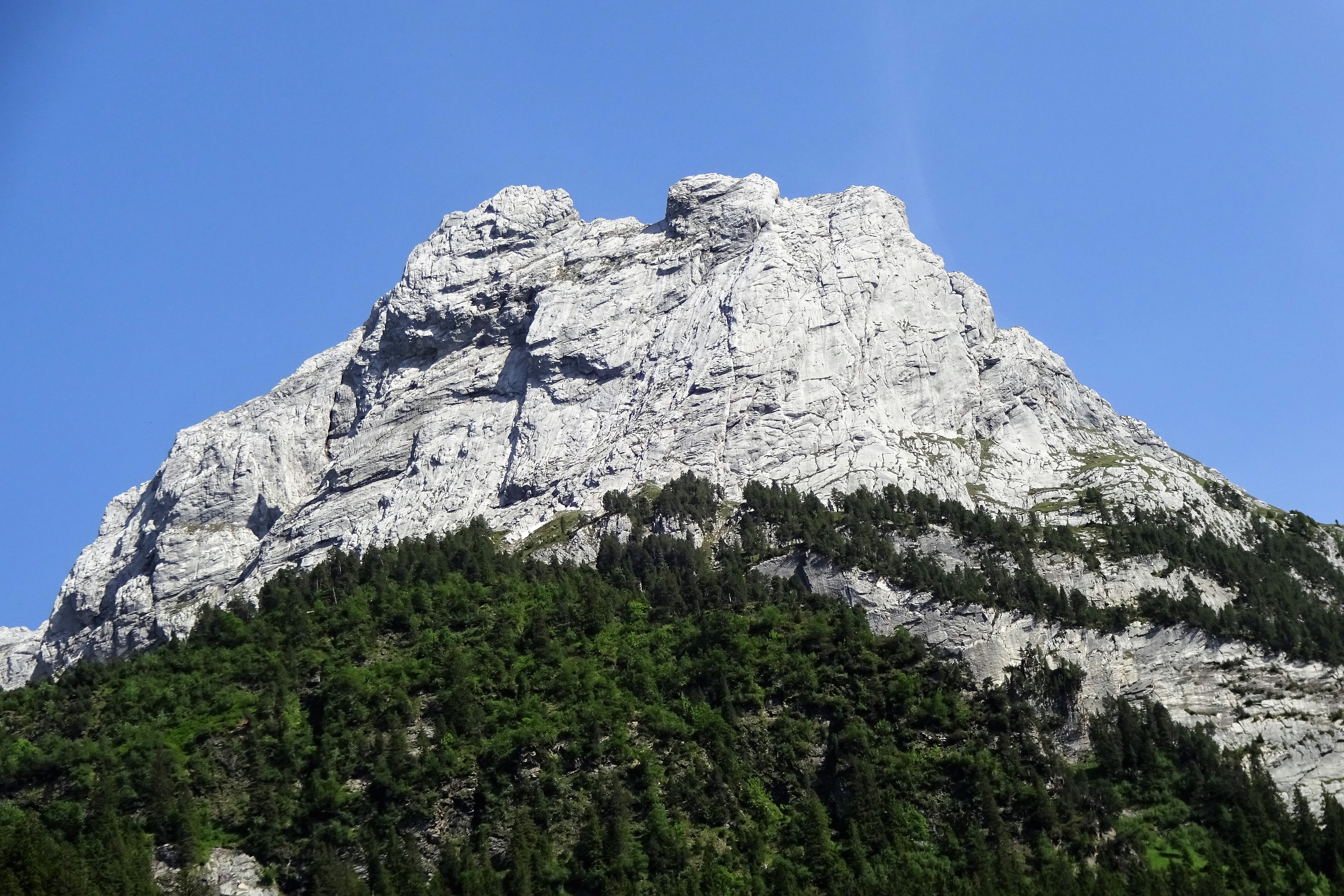
Engelhörner-Westgruppe – Tannenspitze & Rosenlauistock von Nordwesten : Nordwand (Rosenlauiflanke) mit Tannenspitze Grosse Nordwandverschneidung & Rosenlauistock Westkante
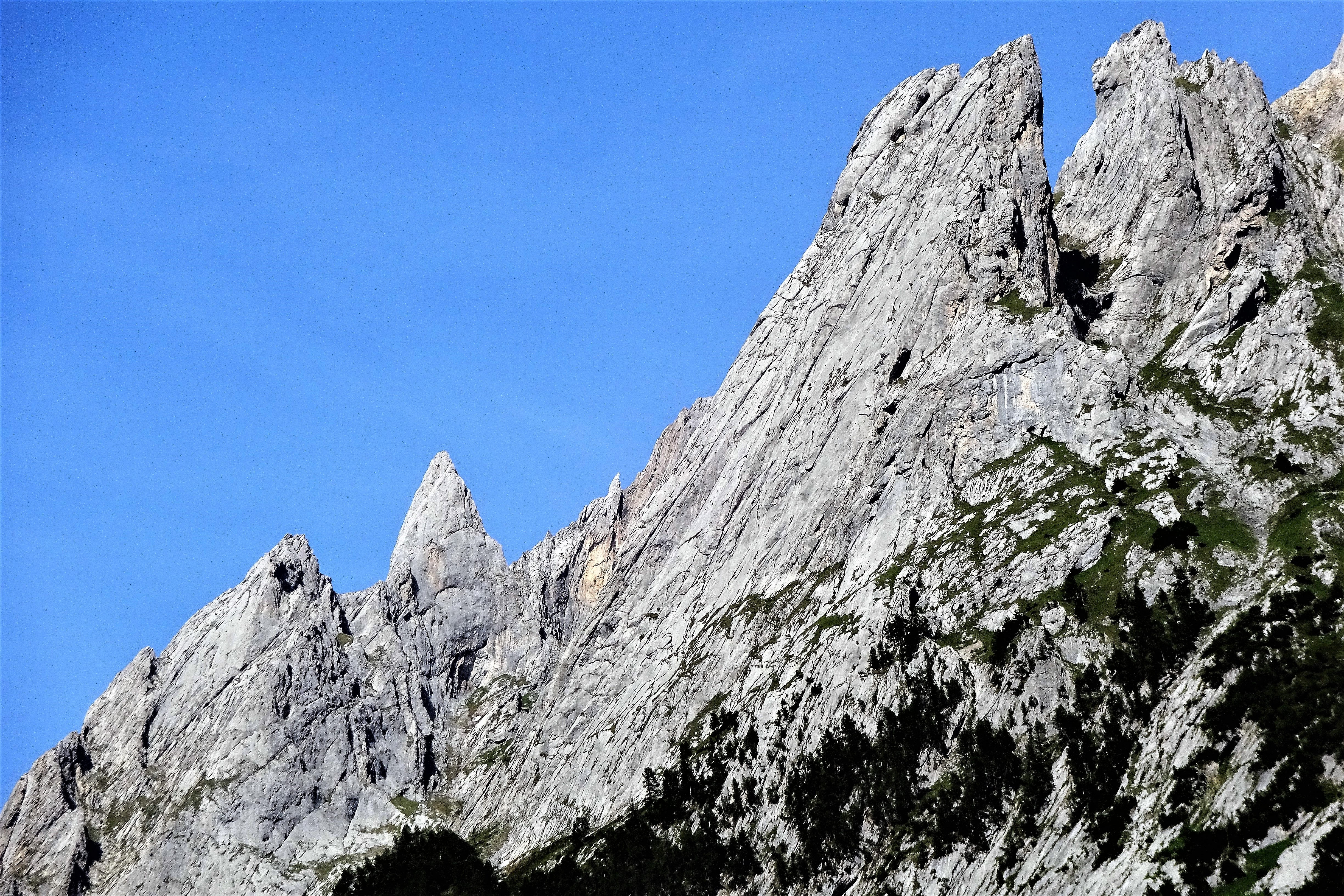
Simelistöcke & Engelhörner-Westgruppe – Tannenspitze, Rosenlauistock & Sattelspitzen von Westen : Rosenlauistock Westkante
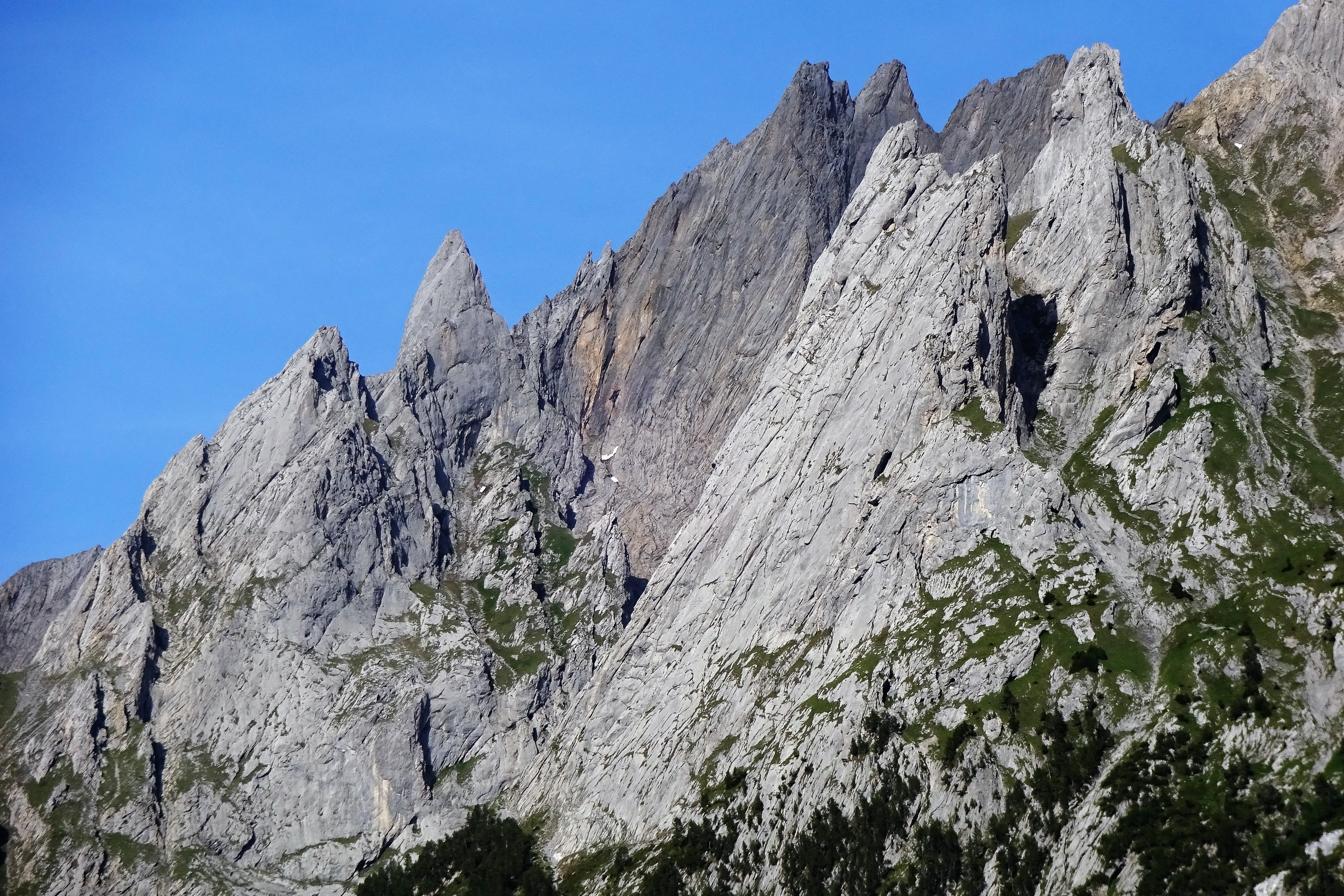
Simelistöcke, Engelhörner-Mittelgruppe & Engelhörner-Westgruppe – Tannenspitze, Rosenlauistock & Sattelspitzen von Westen : Tannenspitze Westgrat & Rosenlauistock Westkante